# قضاء الخالدية (الأردن)
قضاء الخالدية قضاء يقع في لواء البادية الشمالية الغربية، محافظة المفرق في الأردن. ينتمي القضاء للواء البادية الشمالية الغربية الذي يضم 4 أقضية. يقدر عدد سكانه بـ 39397 نسمة حسب إحصاء 2015.

## الوصلات الخارجية
- دائرة الاحصاءات العامة